# Strange Fruit

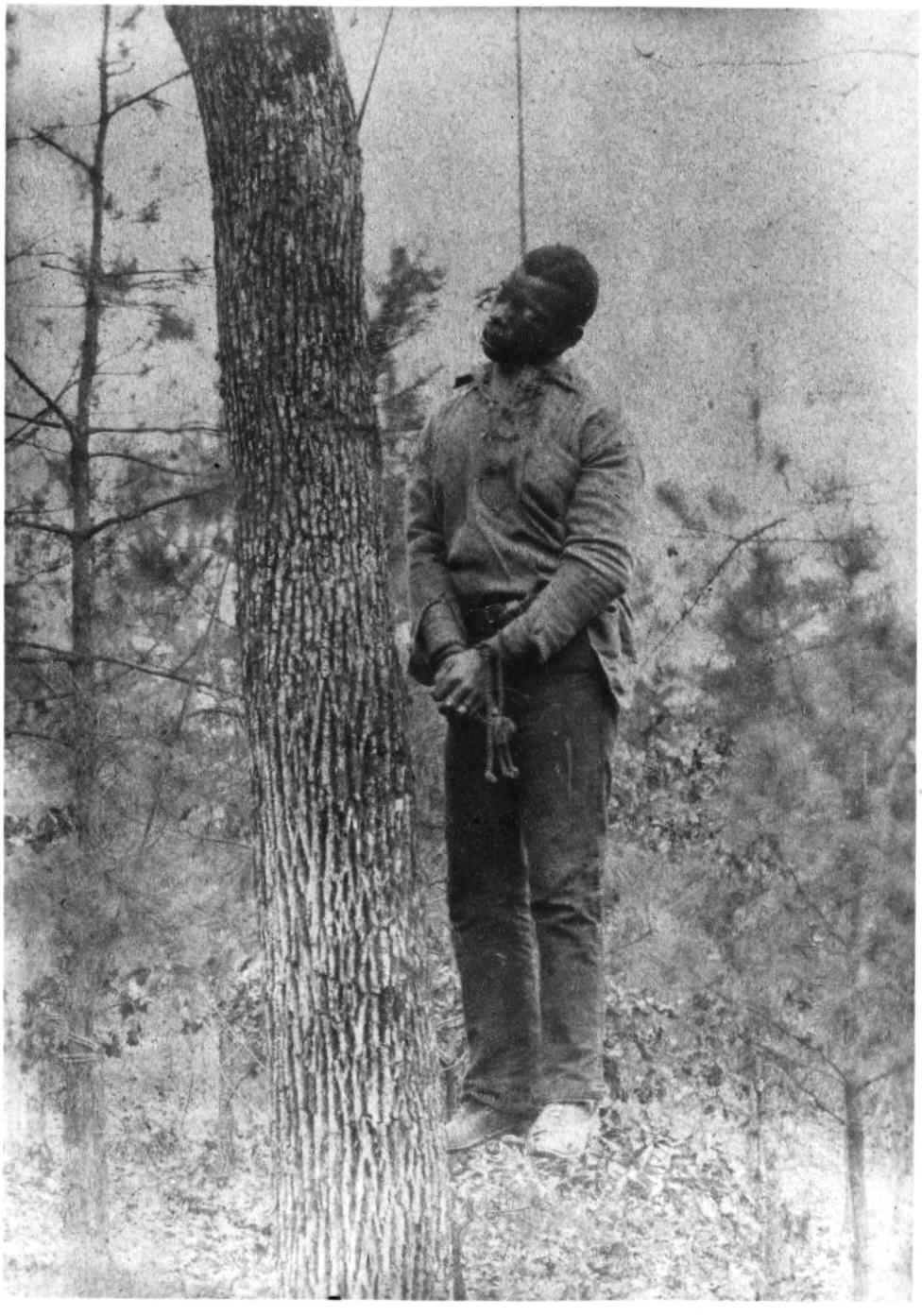
"Strange fruit" ("fruta extraña") se refiere a los ahorcamientos de negros.

Strange Fruit (que en español significa Fruta rara o Fruto extraño) es una pieza musical de 1939 cuya interpretación en la voz de la cantante Billie Holiday la ha dado fama mundial. Compuesta y escrita por Abel Meeropol, la canción fue una de las obras de arte que predicó con más fuerza en contra de los linchamientos en los estados del sur de los EE. UU. y uno de los primeros lemas del movimiento por los derechos civiles estadounidenses. La expresión Strange Fruit se estableció como símbolo de los linchamientos.
La canción habla del cuerpo de un negro que cuelga de un árbol. La letra obtiene su fuerza emocional de confrontar la imagen bucólica del sur tradicional con la realidad de los linchamientos. La segunda estrofa, dice: Pastoral escena del galante sur/los ojos abultados, la boca torcida/el aroma de las magnolias, dulce y fresco/y de pronto el olor de la carne quemada.

## Trasfondo
Hacia el final de la esclavitud y la reconstrucción, el racismo en Estados Unidos era un fenómeno cotidiano. La Corte Suprema de los Estados Unidos aprobaba la separación racial bajo la máxima Separados, pero iguales, aunque en la práctica no era frecuente que se diese el pero iguales. Según las conservadoras estimaciones del Tuskegee Institute, entre 1889 y 1940 lincharon 2.833 personas, el 90% de las cuales en los estados del sur, cuyos cuatro quintos eran negros. No era necesario que la causa fuera un crimen; basta recordar las palabras de Emmet Till: Es para que los negros no se insubordinen. En 1939, luego de tres linchamientos, una encuesta en el sur mostró que seis de cada diez blancos aprobaban la práctica.

### La cantante
Tras pasar una triste juventud, hacia 1939 Billie Holiday a había grabado con Count Basie, Teddy Wilson y Artie Shaw y vendía muy bien. A sus 24 años se iniciaba en el Café Society, cuando en un hotel de Nueva York, que tenía el apropiado nombre de Abraham Lincoln, la obligaron a usar el montacargas. Había estado en su vida incontables veces expuesta al racismo. Su padre murió en 1937 porque todos los hospitales se negaron a tratar a un negro. Ella dijo a este respecto: No le mató la neumonía, le mató Dallas.
La canción estuvo desde entonces en el cancionero de Holiday. Aunque en esos años ya era la más famosa cantante de jazz, fue Strange Fruit la que le reportó reconocimiento mundial. La imagen de Billie Holiday y la canción se fundieron: ella ya no era sólo una mujer que seducía al público, era capaz de convulsionarlo.
Algunos conocidos alegaban que no era una intelectual y que no sería capaz de entender el nivel de abstracción de la canción; increíble, viendo su interpretación, pero también a causa de los linchamientos que ocurrían en el tiempo, que hacían improbable que una negra no pudiera comprenderla. Holiday quería que las últimas palabras de la canción, Bitter Crop (Cosecha amarga), se incluyesen en el título de su autobiografía, pero el editor dijo que no era posible.

### El compositor y letrista
Abel Meeropol era un profesor judío de origen ruso afiliado al Partido Comunista de los Estados Unidos. Vio un día la foto de los linchamientos de Thomas Shipp y Abram Smith que según su testimonio le persiguió durante todo el día y no le dejó dormir. Entonces escribió el poema Bitter Fruit, que publicó bajo el seudónimo de Lewis Allan en la revista New York Teacher y en el diario comunista New Masses. Más tarde musicó el poema en la canción Strange Fruit. La presentación de la canción la  realizó la mujer de Meeropol en la asamblea de profesores de Nueva York. Strange Fruit se popularizó entre los círculos de la izquierda estadounidense. Barney Josephson, el propietario del Café International, la escuchó y contactó con Meeropol y Holiday. Aunque Meeropol escribió más adelante otras canciones, incluido un éxito de Frank Sinatra, siempre se sintió vinculado desde lo sentimental a Strange Fruit.
Sin embargo, en su autobiografía Lady Sings the Blues, Billie Holiday sugiere que fue ella, junto con Lewis Allan, su acompañamiento Sonny White y Danny Mendelsohn, la que musicó el poema, afirmación que fue desechada por David Margolick y Hilton Als en Strange Fruit: The Biography of a Song como “un testimonio que puede establecer un récord de mayor cantidad de desinformación por pulgada”. Cuando se le preguntó por esto, Holiday, cuya autobiografía en realidad había sido escrita por William Dufty dijo “yo nunca leí ese libro”.

### Café Society
El Café Society era un club nocturno donde se reunían los intelectuales liberales y de izquierda de la bohemia de Nueva York, en Greenwich Village. Aunque era sobre todo visitado por blancos, acudía un público mixto, fue de los primeros clubes de fuera de Harlem en los que se atendía por igual a blancos y a negros. El propietario, Barney Josephson, era un vehemente partidario de la integración racial, así como del buen jazz y la buena conversación.